# Lanxangichthys alticephalus
Lanxangichthys alticephalus è un pesce osseo estinto, appartenente ai lepisosteiformi. Visse nel Cretaceo inferiore (Aptiano, circa 125 - 115 milioni di anni fa) e i suoi resti fossili sono stati ritrovati in Asia.

## Descrizione
Questo pesce è noto principalmente per resti cranici, ed è quindi impossibile ricostruirne l'intero aspetto. Dal raffronto con animali simili più noti, come i lepisostei attuali, si suppone che Lanxianichthys fosse dotato di un corpo relativamente slanciato e di scaglie robuste e dotate di ganoina, anche se doveva essere più robusto. Tra i caratteri derivati presenti in Lanxiangichthys vi erano una testa molto corta e alta, una serie di infraorbitali anteriori molto alti, e una disposizione dei suborbitali a mosaico.

## Classificazione
Lanxiangichthys è un membro arcaico dei lepisosteiformi, attualmente rappresentati dai cosiddetti "lucci alligatore" delle acque dolci del Nordamerica. Sembra che il suo parente più prossimo fosse Isanichthys, del Giurassico superiore - Cretaceo inferiore della Thailandia. Questi due generi fanno parte di un clade di lepisosteiformi basali la cui morfologia ricorda ancora quella dei Semionotiformes, il sister taxon dei lepisosteiformi. Lanxiangichthys alticephalus è stato descritto per la prima volta nel 2018, sulla base di resti fossili ritrovati nel bacino di Savannakhet, in Laos. Altri fossili attribuibili con qualche dubbio a questo genere sono stati ritrovati in Thailandia.